# 中途島寶螺
中途島寶螺（学名：Cypraea midwayensis）为寶螺科寶螺屬下的一个种。其种加词“midwayensis”意为“中途岛的”。